# Parachelifer monroensis
Parachelifer monroensis es una especie de arácnido del orden Pseudoscorpionida de la familia Cheliferidae.

## Distribución geográfica
Se encuentra en Michigan (Estados Unidos).